# Coleophora occitana
Coleophora occitana é uma espécie de mariposa do gênero Coleophora pertencente à família Coleophoridae.